# FK Baník Ratíškovice
FK Baník Ratíškovice is een Tsjechische voetbalclub uit Ratíškovice. De club is in 1930 als DSK Ratíškovice opgericht. Het grootste succes vierde de club met het halen van de finale van de Tsjechische beker in het seizoen 1999/00.

## Naamswijzigingen
- 1930 – DSK Ratíškovice (Dělnický sportovní klub Ratíškovice)
- 193? – SK Ratíškovice (Sportovní klub Ratíškovice)
- 1945 – Ratíškovický SK (Ratíškovický Sportivní klub)
- 1948 – JTO Sokol Ratíškovice (Jednotná tělovýchovná organisace Sokol Ratíškovice)
- 1949 – ZSJ Doly Ratíškovice (Závodní sokolská jednota Doly Ratíškovice)
- 1953 – DSO Baník Ratíškovice (Dobrovolná sportovní organisace Baník Ratíškovice)
- 1957 – TJ Baník Ratíškovice (Tělovýchovná jednota Baník Ratíškovice)
- 1993 – SK Kontakt Moravia Ratíškovice (Sportovní klub Kontakt Moravia Ratíškovice)
- 1996 – SK Baník Ratíškovice (Sportovní klub Baník Ratíškovice)
- 2002 – FK Baník Ratíškovice (Fotbalový klub Baník Ratíškovice)

## Erelijst
| Nationaal sinds 1993    |    |         |
| Kampioen MSFL           | 1× | 1998/99 |
| Finalist van Pohár ČMFS | 1× | 1999/00 |